# Incontri internazionali di rugby a 15 di fine anno 2010
"Autumn International" è il modo con cui si indica l'insieme delle tournée delle nazionali di rugby a 15 dell'emisfero Nord in Europa nel mese di novembre. (Nell'emisfero sud vengono invece chiamati "Tour di primavera", vista la stagione in corso in quelle terre).
Nel 2010 si sono anche disputati due match per le qualificazioni alla Coppa del Mondo di rugby 2011

## Avvenimenti
- Tour della Nazionale di rugby a 15 dell'Australia 2010
- Tour della Nazionale di rugby a 15 del Canada 2010
- Tour della Nazionale di rugby a 15 di Figi 2010
- Tour della Nazionale di rugby a 15 della Namibia 2010
- Tour della nazionale di rugby a 15 della Nuova Zelanda 2010
- Tour della Nazionale di rugby a 15 della Russia 2010
- Tour della Nazionale di rugby a 15 di Samoa 2010
- Tour della Nazionale di rugby a 15 degli Stati Uniti d'America 2010
- Tour della Nazionale di rugby a 15 del Sudafrica 2010
- Tour della Nazionale di rugby a 15 di Tonga 2010
- Coppa del Mondo di rugby 2011 (Qualificazioni)

## Prima settimana (23 ottobre)
| Arbitro: | John Lacey |

|                                                                                  |           | |
| mete:Vl. Ostroushko, Vl. Boltenkov trasf. I. Klyuchnikov 2 c.p. I. Klyuchnikov 2 | Marcatori | mete H. San Martín, L. Senatore J.Farías Cabello T. Chaparro R. Báez, M.Comuzzi trasf.N. Sánchez 3, S. González Iglesias 2 |

## Seconda settimana (30 ottobre)
| Mosca 30 ottobre 2010 | Russia      | 6 – 32 | Argentina A | Stadio Slava\| Arbitro: \| James Jones \| |
| Arbitro:              | James Jones |        |             |                                           |

| Arbitro: | Alain Rolland |

|                                                                           |           |                                      |
| mete: Q.Cooper, Ashley-Cooper Mitchell O'Connor trasf. Giteau, O'Connor 2 | Marcatori | mete: Cowan, Jane Nonu trasf. Carter |

| Arbitro: | Garratt Williamson |

|                                            |           |                                         |
| mete: Holani trasf.: Arlidge c.p.: Arlidge | Marcatori | mete: Fotuali'i trasf.: Lui c.p.: Lui 2 |

## Terza settimana (6-7 novembre)
| Arbitro: | Nigel Owens |

| |           | |
| 26' c.p. Sexton (3-10) 40' c.p. Sexton (6-13) 55' c.p. Sexton (9-16) 68' meta: Bowe trasf. O Gara (16-23) 74' meta: Kearney (21-23) | Marcatori | (0-3) 5' c.p. M.Steyn (0-10) meta Juan Smith trasf. M.Steyn (3-13) 37' c.p. M.Steyn (6-16) 52' c.p. M.Steyn (9-23) meta: Gio Aplon trasf. Lambie |

| Arbitro: | Vinny Munro |

| |            | |
| mete: Tupuailei 3 Robins 2, Taira 2, Endo, Imamura Kikutani, Leitch, , trasf.: Tanabe 10 | Marcatori  | c.p.: Yanyushkin' |
| 15.Atsushi Tanabe 14.Kosuke Endo, 11.Alisi Tupuailei 13.Koji Taira, 12.Ryan Nicholas 10.Bryce Robins, 9.Koji Wada 8.Koliniashi Holani, 7.Michael Leitch, 6.Takashi Kikutani (c) 5.Toshizumi Kitagawa, 4.Hitoshi Ono 3.Nozomu Fujita, 2.Hiroki Yuhara, 1.Hisateru Hirashima sostituti: 16.Shota Horie,17.Naoki Kawamata 18.Luke Thompson,19.Itaru Taniguchi 20.Fumiaki Tanaka,21.James Arlidge 22.Yuta Imamura | Formazioni | 15.Igor Kliuchnikov 14.Vladimir Ostroushko, 11.Vasily Artemiev 13.Andrei Kuzin, 12.Sergey Trishin 10.Alexei Korobenikov, 9.Alexander Yanyushkin 8.Nikita Medkov, 7.Kirill Kushnarev, 6.Viktor Gresev 5.Artem Fatakhov, 4.Alexander Voytov 3.Evgeniy Pronenko, 2.Vladislav Korshunov (c), 1.Sergey Popov sostituti: 16.Evgeniy Matveev,17.Alexander Khrokin 18.Ivan Prishchepenko,19.Alexei Panasenko 20.Alexander Shakirov,21.Alexei Makovetsky 22.Oleg Kobzev |

| Arbitro: | Marius Mitrea |

|                                                        |           | |
| mete: Julien Berger, Andrew Neal trasf.: Nicolas Meeus | Marcatori | mete: Tom Dolezel, Pat Riordan (2) Sean White, Sean Duke Ander Monro trasf.: Nathan Hirayama (3), Ander Monro (2) c.p.: Ander Monro |

| Arbitro: | Romain Poite |

| |           | |
| 24' c.p. Flood (3-14) 44' c.p. Flood (6-17) 53' meta Hartley trasf. Flood (13-20) 65' c.p. Flood (16-23) | Marcatori | (0-7) 16' meta Gear trasf. Carter (0-14) 20' meta Read traf. Carter (3-17) 31' c.p. Carter (6-20) 47' c.p. Carter (13-23) 56' c.p. Carter (16-26) 29' c.p. Carter |

| Arbitro: | Wayne Barnes |

| |           | |
| 3' c.p. Stephen Jones (3-0) 31' c.p. Stephen Jones (6-7) 52' c.p. Stephen Jones (9-14) 70' meta Ress trasf. Dan Biggar (16-22) | Marcatori | (3-7) 6' meta Pocock trasf. O'Connor (6-14) 47' meta Beale trasf. O'Connor (9-19) 60' meta B.Alexander (9-22) 64' c.p. O'Connor (16-25) 73' c.p. O'Connor |

## Quarta settimana  (9-14 novembre)
Martedì' 9, si disputarono tre match infrasettimanali, tra club e selezioni contro nazionali, un ritorno ormai consolidato alle antiche tradizioni dei tour.
| Arbitro: | Jonathan Kaplan |

|                    |           |                                                          |
| c.p. Twelvetrees 5 | Marcatori | mete: Higginbotham, Turner trasf. Barnes 2 c.p. Barnes 3 |

| Galway 9 novembre 2010 | Connacht | 26 – 22 | Samoa XV | Galway Sportsground |

| Londra 9 novembre 2010 | Saracens               | 20 – 6 | Stati Uniti XV | Artillery Ground\| Arbitro: \| Llyr Apgeraint-Roberts \| |
| Arbitro:               | Llyr Apgeraint-Roberts |        |                |                                                          |

| Arbitro: | Craig Joubert |

|                                                                                          |           |                                                                     |
| mete: Ashton 24' 46' trasf.: Flood 25' 47' c.p.: Flood 11', 34', 38', 42', 57', 69', 77' | Marcatori | mete: Bealte 53' 64' trasf.: O' Connor 54' c.p.: O' Connore 31' 39' |

| Arbitro: | Steve Walsh |

|                                                                                |           | |
| mete: George North 6' 56' Hook 16' trasf.:S.Jones 6' 17' c.p.: S.Jones 27' 42' | Marcatori | mete: Willem Alberts 50' Victor Matfield 53' trasf.: M.Steyn 51' 54' c.p.: M.Steyn 1' 19' 40' 46' 64' |

| Arbitro: | Keith Brown |

|                                                                         |           |                                                                     |
| mete: Heaslip 18' O'Gara 65' trasf.: O'Gara 19' 65' c.p.: O'Gara 1' 30' | Marcatori | mete: Tuilagi 21' trasf.: Paul Williams 22' c.p.: Paul Williams 54' |

| Arbitro: | Andrew Small |

| |           |                                   |
| mete: Marty 32', Medard 42' meta tecnica 68' trasf.: Yachvili 33' 69' c.p.: Yachvili 2' 20' 40' 44' 56' | Marcatori | c.p.: Baikeinuku (13' 16' 48' 54' |

| Arbitro: | Chris Pollock |

|                                                                           |           |                                                                                                |
| 1 meta tecnica 78' trasf.: M.Bergamasco 78' c.p.: M.Bergamasco 9' 29' 68' | Marcatori | mete: Rodriguez Gurruchage 49' trasf.: F.Contepomi 50' c.p.: F.Contepomi 17' 37' 70' 72' 80+2' |

| Arbitro: | Dave Pearson |

|                |           | |
| c.p.: Parks 3' | Marcatori | mete: Hosea Gear 9' 26', Dan Carter 11' Mils Muliaina 18' 48', Conrad Smith 67' Andy Ellis 78' trasf.: Carter 10' 12' 19' 27' 49' Donald 67' 78' |

| Arbitro: | Frank Himmer |

|                                            |           | |
| mete: Belzunce, Pradalie c.p.: Fernandez 4 | Marcatori | mete: Carpenter Marshall, O'Toole Paris 2, Riordan Stephen, van der Merwe trasf.: Pritchard 7 c.p.: Pritchard 2 |

| Arbitro: | John Paul Doyle |

|                               |           |                                                              |
| mete: V. Uva c.p.: Gardener 4 | Marcatori | mete: Emerick Ngwenya, Suniula trasf.: Malifa 2 c.p.: Malifa |

## Quinta settimana (16-21 novembre)
Il tutto comincia con un midweek-game vinto da Munster sull'Australia
| Arbitro: | Bryce Lawrence |

|                                 |           |                |
| c.p.: Warwick 3 Drop: Warwick 2 | Marcatori | c.p.: Barnes 2 |

Il Weekend si apre con il sorprendente pareggio allo scadere di Fiji a Cardiff. Un risultato che in Galles è visto come una sconfitta.
| Arbitro: | Jerome Garces |

|                                                                    |           |                                                               |
| 1 meta tecnica trasf.: Stephen Jones c.p.: Biggar 2, Stephen Jones | Marcatori | mete: Vulivuli trasf.: Baikeinuku c.p.: Baikeinuku 2 Matavesi |

| Biella 19 novembre 2010 | Italia A | 9 – 16 | Tonga |  |

| Arbitro: | Jonathan Kaplan |

|                                               |           |                                |
| c.p.: Parra 11' 25' 30' 58' Drop: Traille 48' | Marcatori | c.p.: F. Contepomi 16' 46' 61' |

| Arbitro: | Stuart Dickinson |

|                                                     |           |                                                   |
| c.p.: Parks 16' 23' 29' 53' 62' 68' Drop: Parks 19' | Marcatori | mete: Aberts 70' c.p.: Morné Steyn 2' 12' 36' 46' |

| Arbitro: | Peter Fitzgibbon |

|                                                                                  |           |                                                     |
| mete: Banahan 47', Croft 72' trasf.: Flood 48' e 73' c.p.: Flood 16' 26' 52' 70' | Marcatori | mete: P. Williams 41' Otto 79' c.p.: P. Williams 3' |

| Arbitro: | Marius Jonker |

|                                                                          |           |                                                                                                   |
| mete: Ferris 31' O' Driscoll 56' trasf.: Sexton 32' c.p.: Sexton 10' 25' | Marcatori | mete: Boric 40' Read 45' 79' Withelock 48' trasf.: Carter 40' 45' 49' c.p.: Carter 6' 14' 28' 34' |

| Arbitro: | Christophe Berdos |

|                                                          |           |                                                       |
| mete: Barbieri trasf.: c.p.: Mirco Bergamasco 2, Orquera | Marcatori | mete: Mitchell, Elsom trasf.: Barnes 2 c.p.: Barnes 6 |

| Arbitro: | Pascal Gauzere |

|                                                                                                 |           |                                                             |
| mete: 1 tecnica Urjukashvili, Zirakashvili trasf.: Kvirikashvili, Malaguradze c.p.: Malaguradze | Marcatori | mete: Carpenter, Marshall trasf.: Pritchard c.p.: Pritchard |

| Arbitro: | Greg Garner |

|                                                      |           |                  |
| mete: Bardy, G Uva trasf.: Gardener c.p.: Gardener 4 | Marcatori | c.p.: Jantjies 4 |

| Galashiels 16 novembre 2010                                                            | Scozia A  | 25 – 0 | Stati Uniti XV | Netherdhale |
| \| \| \| \| \| mete: Jones 2, Traynor trasf.: Blair 2 c.p.: Blair 2 \| Marcatori \| \| |           |        |                |             |
|                                                                                        |           |        |                |             |
| mete: Jones 2, Traynor trasf.: Blair 2 c.p.: Blair 2                                   | Marcatori |        |                |             |

## Sesta settimana (26-28 novembre)
| Arbitro: | JP Doyle |

|                                                                      |           |                                                           |
| mete: Caucau Kelleher, D.Hayman trasf.: Baby 3 c.p.: Elissalde, Baby | Marcatori | mete: Helu Malupo, Fono trasf.: Fisilau 2 c.p.: Fisilau 3 |

| Arbitro: | G. Clancy |

|                                     |           |                                                                                 |
| mete: Foden 78' c.p.: Flood 5', 16' | Marcatori | mete: Tries Alberts 58' Mvovo 69' trasf.: M.Steyn 70' c.p.: M.Steyn 10' 35' 42' |

| Arbitro: | Bryce Lawrence |

|                                                             |           | |
| mete: meta tecnica 30' trasf.: Parra c.p.: Parra 7' 19' 41' | Marcatori | mete: Ashley-Cooper 4' , Benn Robinson 48' W.Genia 51' Mitchell 66' 73' 76' O'Connor 80' trasf.: O'Connor 5' 49' 67' 73' 77' c.p.: O'Connor 13' 24' 60' 72' |

| Arbitro: | Dave Pearson |

|                          |           |                                                       |
| c.p.: Mirco Bergamasco 8 | Marcatori | mete: T.Taupati trasf.: Baikeinuku c.p.: Baikeinuku 3 |

| Arbitro: | Steve Walsh |

|                                                                                 |           |                                                                         |
| mete: Walker 14' trasf.: Parks c.p.: Parks 2' 29, R.Jackson 79' Drop: Parks 52' | Marcatori | mete: Fotuali'i 9' trasf.: P.Williams c.p.: P.Williams 36' 41' 55 Drop: |

| Arbitro: | J Mourinha |

|                                                                             |           |                                                                |
| mete: Gibouin Fontana Heredia, Peluchon trasf.: Peluchon 3 c.p.: Peluchon 4 | Marcatori | mete: Botha Kitshoff, Marais trasf.: Botha c.p.: S de la Harpe |

| Arbitro: | P.R. Allan |

|                                                                            |           |                                                  |
| mete: Gugava trasf.: < Kvirikashvili br/> c.p.: Kvirikashvili, Malaguradze | Marcatori | mete: Emerick c.p.: Malifa 2 Drop: Malifa, Wyles |

| Arbitro: | F Pastrana |

|                                                         |           |                                                              |
| mete: Aguilar, Foro trasf.: Gardener 2 c.p.: Gardener 2 | Marcatori | mete: Pritchard 2, White trasf.: Pritchard c.p.: Pritchard 2 |

| Arbitro: | Alan Lewis |

|                                                                      |           | |
| mete: Bryne 80' trasf.: S.Jones c.p.: S.Jones 1' 32' 39' 51' 63' 68' | Marcatori | mete: Gear 4',54', Muliaina 21' Toeava 72', Afoa 76' trasf.: Carter 54' 73' 76' c.p.: Carter 7' 61' |

| Arbitro: | S.Lawrence |

|                                                                                                |           |                                    |
| mete: Ferris 19' , D'Arcy 80' trasf.: Sexton 20' , O'Gara 80' c.p.: Sexton 13' 28' 33' 40' 65' | Marcatori | c.p.: Felipe Contepomi 30' 57' 67' |

## Settima settimana
| Londra 4 dicembre 2010 | Barbarians | – | Sudafrica XV | Stadio di Twickenham |

## Ottava settimana
| Heidelberg 11 dicembre 2010                                                           | Germania  | –                         | Hong Kong |  |
| \| \| \| \| \| mete: trasf.: c.p.: Drop: \| Marcatori \| mete: trasf.: c.p.: Drop: \| |           |                           |           |  |
|                                                                                       |           |                           |           |  |
| mete: trasf.: c.p.: Drop:                                                             | Marcatori | mete: trasf.: c.p.: Drop: |           |  |